# Demon Lord, Retry!
Demon Lord, Retry! (яп. 魔王様、リトライ!, Maō-sama, Ritorai!, укр. Володар демонів. Спробуй ще раз!) — фентезійне ранобе, написане Куроне Кандзакі та ілюстровано Коджі Огатою (у першому виданні) і Макото Ііно (у другому виданні). Воно почала публікуватися онлайн у 2016 році на сайті Shōsetsuka ni Narō, а також на сайті Hameln. Згодом права на неї придбала компанія Futabasha, яка видає серію з червня 2017 року під брендом Monster Bunko. Манґа-адаптація з ілюстраціями Амару Мінотаке публікується в цифровому виданні Web Comic Action від Futabasha з жовтня 2017 року. У липні 2019 року J-Novel Club отримали ліцензію на випуск ранобе та манґи англійською мовою, а перший англомовний том був виданий у листопаді 2019 року.
Аніме-серіал, адаптований студією Ekachi Epilka, транслювався з липня по вересень 2019 року. Адаптація аніме Demon Lord, Retry! R, створена студією Gekkō, виходила в ефір з жовтня по грудень 2024 року.

## Сюжет
Коли Акіра Оно готувався вимкнути сервери свого творіння, MMORPG Infinity Game, він несподівано опинився в тілі свого персонажа, Володаря Демонів Хакуто Кунаї через незрозумілу подію. Новий світ у якому він прокинувся, схожий на Infinity Game, але з деякими відмінностями. Він зустрічає та викликає різних супутників, які приєднуються до його подорожей, а його репутація як «Володаря Демонів» шириться по всій землі, роблячи його мішенню. Зрештою, Оно/Кунаї доводиться стикатися із соціальними проблемами Королівства Святого Світла та сатаністським культом, що йому протистоїть, продовжуючи шукати відповіді на запитання, чому і як його було викликано.

## Персонажі

### Головні
Хакуто Кунаї (яп. 九内 伯斗, Kunai Hakuto) / Акіра Оно (яп. 大野 晶, Ōno Akira)
Сейю: Цуда Кендзіро
Акіра Оно — творець Infinity Game і адміністратор гри протягом 15 років. Його зовнішність нічим не вирізняється: звичайний чоловік із переконанням, що Бога не існує. В інших аспектах він здається цілком буденним. Проте завдяки тисячам годин ігрового досвіду він став надзвичайно досвідченим у своїй справі. Як відповідальний дорослий, він має відмінні акторські здібності, які використовує для підтримання іміджу свого персонажа — самопроголошеного Володаря Демонів Великої Імперії, Хакуто Кунаї. Після перенесення у світ гри він набуває зовнішності Кунаї: високого чоловіка з пронизливими чорними очима, довгим чорним волоссям і вбранням, яке нагадує стиль боса мафії. Постійне куріння ще більше підсилює цей образ. Він товариський, але соромиться в присутності жінок. Акіра не терпить безпідставних звинувачень і намагається уникати насильства, але без вагань діє, якщо вважає свої дії виправданими. Через те, що тіло Кунаї ділить особистість із Оно, у нього інколи проявляється жорстока сторона, яка спрямована проти ворогів. Ця частина його характеру часто підживлюється магічним кільцем, яке він здобув на початку пригоди. Як Володар Демонів, Кунаї володіє надзвичайною витривалістю, фізичною силою та численними техніками, але не має стійкості до магії, адже магія не була повноцінним механіком у початковій грі. Він отримує очки вмінь за знищення ворогів і витрачає їх на створення предметів із «нічого», виклик одного з восьми NPC або розблокування адміністративних функцій. Його головна мета — знайти якомога більше інформації про те, хто, чому та як його викликав у цей світ і чи можливо повернутися додому.
Аку (яп. アク, Aku)
Сейю: Канон Такао (1-ше аніме), Асакура Момо (2-ге аніме)
Аку — 13-річна дівчинка з коротким білявим волоссям, андрогінною зовнішністю та гетерохромними очима: один червоний, інший зелений. Її довгий чуб закриває ліву частину обличчя та зелене око. Вона стає першою подругою Кунаї після його перенесення у світ гри. Через інфіковану праву ногу Аку не могла добре ходити. Вона осиротіла через хворобу ще в ранньому віці, а її статус сироти та незвичайні очі зробили її об'єктом булінгу та знущань у рідному селі. Її змушували виконувати найгіршу роботу, наприклад утилізувати відходи, але вона не скаржилася, бажаючи бути корисною. Коли демонічний король Ґреол зажадав людських жертв із сусідніх сіл, односельчани вигнали Аку, прирікаючи її на смерть. Вона тікала, поки її не врятував Кунаї. Спочатку Кунаї залишив її поруч, щоб дізнатися більше про світ, але з часом почав сприймати її як доньку. Аку доволі наївна і постійно публічно називає Кунаї Володарем Демонів, хоча він просить звертатися до нього за прізвищем. Її ім'я означає «зло» японською, що Кунаї вважає іронічним. В аніме її волосся трохи довше, ніж у дизайні для новели чи манґи, але решта деталей залишаються схожими.
Луна Елегант (яп. ルナ・エレガント, Runa Ereganto)
Сейю: Каорі Ішіхара (1-ше аніме), Айна Сузукі (2-ге аніме)
Луна — 16-річна дівчина з рожевим волоссям і очима. Вона є наймолодшою з Святих Дів у Королівстві Святого Світла. Луна поважає своїх сестер у їхній присутності, але мріє колись перевершити їх обох. Її природний талант і високий рівень магічної сили зробили її самозакоханою та самовпевненою, з перебільшеною оцінкою своїх здібностей. Проте під час свого першого справжнього бою через брак досвіду вона не змогла швидко приймати рішення й була швидко та принизливо переможена Кунаї. Поразка включала сцену, де Кунаї кілька разів її відшмагав, що він згодом використовував як засіб контролювати її поведінку. Луна також знехтувала управлінням своєю провінцією, дозволивши Церкві підтримувати її в мінімальному стані, поки Кунаї не вирішив перетворити провінцію на курорт для отримання доходів від знаті. Після формування відносин із Кунаї, вона вирішує продовжити подорожувати з ним, часто ревнуючи, коли він приділяє увагу іншим дівчатам. Луна швидко подружилася з Аку, ставлячись до неї як до молодшої сестри. Спочатку вона носила монаше вбрання, відповідне її титулу, але Кунаї пізніше переодягнув її в шкільну форму, щоб уникнути зайвої уваги. У ранобе/манзі її дизайн був простішим: волосся прикрашали шпильки у формі хрестів, а сукня мала рюші; вуаль була відсутня. Цей стиль був спільним для всіх Святих Дів.

## Медіа

### Ранобе
Видавництво Futabasha почало публікувати серію з червня 2017 року під брендом Monster Bunko з ілюстраціями Коджі Огати. З червня 2017 до червня 2018 було видано три томи. Друге, переглянуте видання ранобе із ілюстраціями Макото Ііно почало виходити у жовтні 2018 року під лейблом M Novels від Futabasha. Ця серія також доступна англійською мовою: J-Novel Club придбав права на випуски англійською мовою в липні 2019 року, а перший том, перекладений англійською мовою, було опубліковано в листопаді 2019 року.

#### 1-е видання
| № | Дата виходу    | ISBN                   |
| - | -------------- | ---------------------- |
| 1 | 30 червня 2017 | ISBN 978-4-575-75141-3 |
| 2 | 30 жовтня 2017 | ISBN 978-4-575-75166-6 |
| 3 | 30 червня 2018 | ISBN 978-4-575-75194-9 |

#### 2-е видання
| №  | Дата виходу       | ISBN                   |
| -- | ----------------- | ---------------------- |
| 1  | 22 жовтня 2018    | ISBN 978-4-575-24115-0 |
| 2  | 15 лютого 2019    | ISBN 978-4-575-24147-1 |
| 3  | 30 травня 2019    | ISBN 978-4-575-24178-5 |
| 4  | 30 серпня 2019    | ISBN 978-4-575-24202-7 |
| 5  | 29 лютого 2020    | ISBN 978-4-575-24147-1 |
| 6  | 31 серпня 2020    | ISBN 978-4-575-24314-7 |
| 7  | 27 лютого 2021    | ISBN 978-4-575-24381-9 |
| 8  | 29 листопада 2021 | ISBN 978-4-575-24472-4 |
| 9  | 29 вересня 2023   | ISBN 978-4-575-24677-3 |
| 10 | 30 вересня 2024   | ISBN 978-4-575-24772-5 |

### Манґа
Манґа-адаптація з ілюстраціями Амару Мінотаке публікується в цифровому виданні Web Comic Action від Futabasha з жовтня 2017 року. Вона була зібрана у п'ять танкобонів у грудні 2019 року. J-Novel Club отримали ліцензію на манґу. Амару Мінотаке продовжив «оновлену» манґу під назвою «Повелитель демонів, повтори! R» у 2020 році, а перший том опубліковано в липні. Станом на лютий 2024 року видано ще вісім томів. J-Novel Club продовжує ліцензувати мангу для англійського перекладу.
| №   | Дата виходу     | ISBN                   |
| --- | --------------- | ---------------------- |
| 1   | 30 березня 2018 | ISBN 978-4-575-41023-5 |
| 2   | 30 серпня 2018  | ISBN 978-4-575-41032-7 |
| 3   | 30 січня 2019   | ISBN 978-4-575-41046-4 |
| 4   | 28 червня 2019  | ISBN 978-4-575-41063-1 |
| 5   | 28 грудня 2019  | ISBN 978-4-575-41095-2 |
| R-1 | 28 липня 2020   | ISBN 978-4-575-41132-4 |
| R-2 | 28 грудня 2020  | ISBN 978-4-575-41189-8 |
| R-3 | 30 лирня 2021   | ISBN 978-4-575-41258-1 |
| R-4 | 14 січня 2022   | ISBN 978-4-575-41346-5 |
| R-5 | 15 липня 2022   | ISBN 978-4-575-41458-5 |
| R-6 | 13 січня 2023   | ISBN 978-4-575-41571-1 |
| R-7 | 30 серпня 2023  | ISBN 978-4-575-41717-3 |
| R-8 | 29 лютого, 2024 | ISBN 978-4-575-41836-1 |
| R-9 | 30 вересня 2024 | ISBN 978-4-575-41981-8 |

### Аніме
Аніме-серіал транслювався з 4 липня по 19 вересня 2019 року на Tokyo MX та BS Fuji. Серіал був вироблений студією Ekachi Epilka та режисером Хіроші Кімурою, з композицією серіалу від Оаки Танісакі та дизайном персонажів від Чіо Накаямою. Початковою темою є «Буря» у виконанні Каорі Ішіхари, а завершальною темою є «Нова» у виконанні Харуки Тодзьо. Funimation транслювала серіал, а після того як Sony придбала Crunchyroll, серіал був переміщений на платформу з його назвою.
Аніме-адаптація манґи Demon Lord, Retry! R була анонсована 21 серпня 2023 року. Пізніше було розкрито що це телевізійний серіал вироблений студією Gekkō та режисером Кадзуомі Когою, з композицією серіалу від Кацухіко Такаями, дизайном персонажів від Мінорі Хомури та музикою від Supa Love. Сезон транслювався з 5 жовтня по 21 грудня 2024 року на Tokyo MX та інших мережах. Початкова пісня: «Ashita Sekai ga Owaru Toshite mo» (яп. 明日世界が終わるとしても, Even if the World Ends Tomorrow) у виконанні Asca, а завершальна пісня — «Clanssi:c» (яп. クランシック) у виконанні MIMiNARI feat. Юхо Кітазава. Crunchyroll транслював серіал.